# دونالد جاي غوت
دونالد جاي غوت (بالإنجليزية: Donald J. Gott)‏ هو عسكري أمريكي، ولد في 3 يونيو 1923 في أرنيت في الولايات المتحدة، وتوفي في 9 نوفمبر 1944.